# Hermann Grotefend

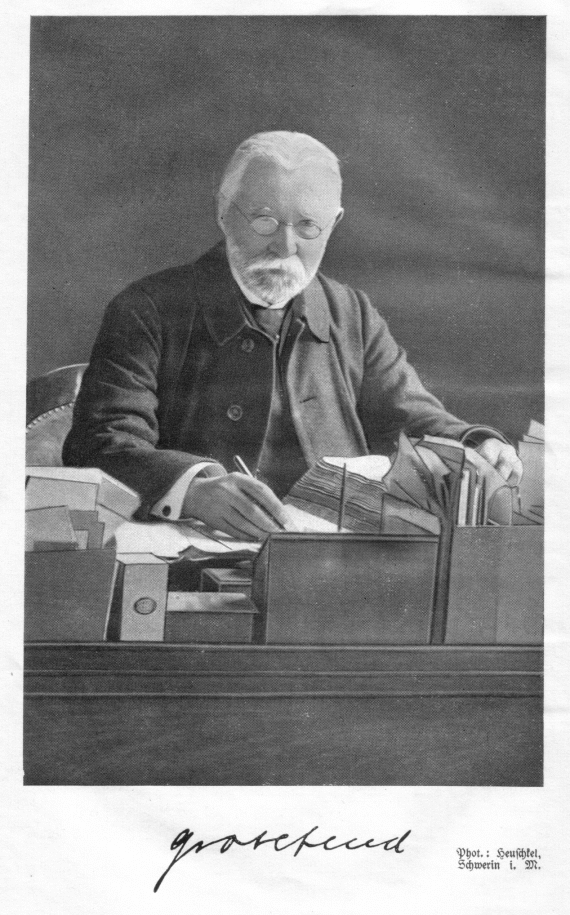
Hermann Grotefend an seinem Schreibtisch im neuen Archivgebäude in Schwerin, 1920

Ernst Heinrich Hermann Grotefend (* 18. Januar 1845 in Hannover; † 26. Mai 1931 in Schwerin) war ein deutscher Archivar und Historiker, der besonders für seine Standardwerke zur Zeitrechnung des deutschen Mittelalters und der Neuzeit bekannt ist.

## Leben
Hermann Grotefend war ein Enkel des Orientalisten und Sprachwissenschaftlers Georg Friedrich Grotefend und ein Sohn des Historikers und Archivars Karl Ludwig Grotefend (1807–1874). Seine Mutter Mathilde Grotefend (1811–1851) war eine Tochter des Domänenpächters Heinrich Lutteroth und dessen Ehefrau Johanne Jakobine Sophie, geborene Bornemann.
Grotefend studierte ab dem Sommersemester 1864 an der Universität Göttingen zunächst Medizin, ab dem Sommersemester 1867 dann Geschichtswissenschaften. Zu Beginn seines Studiums wurde er 1864 Mitglied der Burschenschaft Brunsviga. 1869/1870 studierte er im Rahmen eines Zwischenstudiums an der Universität Berlin. Seine wichtigsten akademischen Lehrer waren Philipp Jaffé und Georg Waitz. Am 15. März 1870 wurde er mit einer Untersuchung über den mittelalterlichen Geschichtsschreiber Otto von Freising promoviert.
Nach Abschluss des Studiums arbeitete er zunächst ab April 1870 als Archivaspirant am Königlichen Staatsarchiv in Breslau, wo ihn Colmar Grünhagen in die praktische Archivarbeit einführte. Am 1. Januar 1872 wurde Grotefend zum Archivsekretär ernannt. Zum Oktober 1874 wechselte er als kommissarischer Leiter an das Staatsarchiv Aurich, zwei Jahre später im Februar 1876 an das Stadtarchiv Frankfurt am Main. Dort organisierte er die Zusammenführung der vielfältigen und verstreut aufbewahrten Bestände an Archivalien zur Stadtgeschichte in das bereits im Bau befindliche neue Archivgebäude. Mit Wirkung zum 1. Oktober 1887 wurde er aufgrund einer Empfehlung des später regierenden Herzogs Johann Albrecht zu Mecklenburg zum Leiter des Geheimen und Hauptarchivs Schwerin berufen, wo er bis zu seiner Pensionierung am 1. Juli 1921 im Alter von 76 Jahren tätig war. Am 9. April 1899 erhielt er den Titel Geheimer Archivrat, im Jahr vor seiner Pensionierung wurde er zum Archivdirektor ernannt. Besonders um die Organisation, die Nutzerfreundlichkeit und die Organisation der benötigten Räumlichkeiten machte sich Grotefend verdient. Von 1887 bis 1921 stand er als Erster Sekretär dem Verein für mecklenburgische Geschichte und Altertumskunde vor.
Hermann Grotefend war zweimal verheiratet, von 1872 bis zu ihrem Tod im Jahr 1904 mit Alice Ulrich, und ab 1910 mit Hedwig Brandis, geborene Unger, die 1919 starb. Aus seiner ersten Ehe hatte er drei Söhne und zwei Töchter. Der Sohn Otto (1873–1945) wurde ebenfalls Archivar und Historiker, ein weiterer Sohn namens Georg (1877–1914) fiel im Ersten Weltkrieg. Die Tochter Gertrud (* 1875) heiratete den Präsidenten der Oberpostdirektion Schwerin, Carl Heinrich Möller, in dessen Haus Grotefend in seinen letzten Lebensjahren wohnte.

## Werk

### Zeitrechnung des deutschen Mittelalters und der Neuzeit
1872 veröffentlichte Grotefend ein Handbuch der historischen Chronologie des deutschen Mittelalters und der Neuzeit, das dem Historiker beim Umgang mit mittelalterlichen und neuzeitlichen Zeitrechnungen helfen sollte. Die darin enthaltenen Materialien erweiterte er in den folgenden Jahren um neue Erkenntnisse der Forschung und weitere eigene Nachforschungen. So erschien von 1891 bis 1898 in der Hahnschen Buchhandlung Hannover in zwei Bänden das umfangreiche Werk Zeitrechnung des deutschen Mittelalters und der Neuzeit. Der erste Band (1891) enthält ein mehr als zweihundert Seiten umfassendes Glossar zu den Begriffen der historischen Chronologie sowie diverse Tafeln zur Berechnung und Umrechnung von Daten verschiedener Zeitrechnungssysteme. Der zweite Band, der in zwei Abteilungen erschien (1892 und 1898), führt die äußerst unterschiedlichen Heiligenkalender auf, die in den Bistümern und Orden des deutschsprachigen Raumes in Verwendung waren, und beinhaltet daneben ein Verzeichnis der angebeteten Heiligen unter Angabe des Verehrungsraumes und der jeweiligen Festtage.
Da dieses neue Werk schließlich zu umfangreich war, „um […] den Forschern beim täglichen Gebrauch zu dienen und Lernenden eine sichere Einführung in chronologische Dinge zu gewähren“, publizierte Grotefend 1898 das Taschenbuch der Zeitrechnung des deutschen Mittelalters und der Neuzeit. Darin verzichtete er auf tiefergehende Diskussionen einzelner Fragen und richtete sich nach den Bedürfnissen der praktischen Arbeit des Historikers. Nach einer systematischen Einführung beinhaltet das „Taschenbuch“ ein alphabetisches Verzeichnis der Festtage und chronologischen Bezeichnungen, diverse Herrscherlisten und Tabellen zur Datenberechnung.
Sowohl die zweibändige Ausgabe als auch die Kurzfassung entwickelten sich zu Standardwerken der historischen Hilfswissenschaften. Besonders das Taschenbuch der Zeitrechnung ist bis heute ein unverzichtbares Hilfsmittel, um historische Datumsangaben in moderne umzurechnen (zum Beispiel aus dem französischen Revolutionskalender, aus mittelalterlichen Festkalendern oder aus dem römischen Kalender). Die Neuauflagen gingen meistens mit Ergänzungen oder Überarbeitungen einher, die nach dem Tod Hermann Grotefends 1931 von seinem Sohn Otto Grotefend besorgt wurden. Nach dessen Tod wurde 1948 zunächst ein unveränderter Nachdruck der letzten Auflage herausgegeben, um in der Nachkriegszeit rasch wissenschaftliche Arbeitsmaterialien zur Verfügung stellen zu können. 1950 wurde das Niedersächsische Staatsarchiv zur offiziellen Kontaktadresse für Verbesserungs- und Ergänzungsvorschläge am Werk, was 1960 bzw. 1971 in der Herausgabe der jeweils überarbeiteten 10. und 11. Auflage durch Staatsarchivrat Theodor Ulrich resultierte und 1982 in der von Jürgen Asch aktualisierten 12. Auflage. 2007 erschien das Taschenbuch der Zeitrechnung in der 14. und bislang letzten Auflage. Den zweibändigen Vorgänger Zeitrechnung des deutschen Mittelalters und der Neuzeit hat Horst Ruth 2004 in einer HTML-Version mit Suchfunktionen und Berechnungsalgorithmen online bereitgestellt.

### Weitere Publikationen
Neben den chronologischen Publikationen gab Hermann Grotefend an hilfswissenschaftlichen Schriften 1869 und 1875 jeweils kurze Einführungen in die Siegelkunde (Sphragistik) heraus. Als Genealoge untersuchte er unter anderem die schlesischen Fürstenhäuser (1875), das Adelsgeschlecht Oeynhausen (1889) und seine eigene Familie Grotefend (1890–1909 und 1901). In seiner Funktion als Stadtarchivar in Frankfurt am Main begann er mit der Herausgabe der Inventare des dortigen Archivs, deren ersten Band er 1888 nach seinem Weggang nach Schwerin noch fertigstellte.
Die Untersuchungen zu Geschichte und Geschichtsschreibung des Heiligen Römischen Reiches, die Grotefend in seiner Doktorarbeit von 1870 behandelt hatte, waren in seinen weiteren Forschungen nur noch von geringer Bedeutung. Einen neuen Schwerpunkt seiner Arbeit bildete stattdessen die Regional- und Landesgeschichte, die sich in diversen Publikationen besonders zur Geschichte der Stadt Frankfurt am Main und des Landes Mecklenburg niederschlug. Neben eigenen Schriften waren dies besonders Herausgeberschaften wichtiger Periodika, in Frankfurt der Mittheilungen des Vereins für Geschichte und Alterthumskunde in Frankfurt am Main (1879–1885) und des Archivs für Frankfurts Geschichte und Kunst (1881–1884), in Schwerin der Jahrbücher des Vereins für mecklenburgische Geschichte und Altertumskunde (1888–1919). Daneben beteiligte er sich an der Überarbeitung von Anton Horns Geschichte von Frankfurt am Main für die zweite Auflage (1882) und gab die (allerdings nur zwei Bände umfassende) Reihe Quellen zur Frankfurter Geschichte (1884–1888) sowie bedeutende Teile des Mecklenburgischen Urkundenbuchs (1890–1907) heraus.

## Schriften (Auswahl)
Ein vollständiges Schriftenverzeichnis ist dem Nachruf auf Hermann Grotefend in den Mecklenburgischen Jahrbüchern (siehe Literaturverzeichnis) beigefügt.
- Der Werth der Gesta Friderici imperatoris des Bischofs Otto von Freising für die Geschichte des Reichs unter Friedrich I. Hahnsche Hofbuchhandlung, Hannover 1870 (Dissertation) (Digitalisat).
- Handbuch der historischen Chronologie des deutschen Mittelalters und der Neuzeit. Hahnsche Hofbuchhandlung, Hannover 1872 (Digitalisat).
- Über Sphragistik. Beiträge zum Aufbau der Urkundenwissenschaft. Joseph Max, Breslau 1875 (Digitalisat).
- Stammtafeln der schlesischen Fürsten bis zum Jahre 1740. Joseph Max, Breslau 1875 (Digitalisate: 1. Auflage 1875, 2. Auflage 1889).
- Christian Egenolff, der erste ständige Buchdrucker zu Frankfurt a. M. und seine Vorläufer. K. Th. Völcker, Frankfurt am Main 1881 (Digitalisat).
- Die Bestätigungsurkunde des Domstifts zu Frankfurt a. M. von 882 und ihre Bedeutung für das Stift. K. Th. Völcker, Frankfurt am Main 1884 (2. Auflage 1886) (Digitalisat).
- Inventare des Frankfurter Stadtarchivs. Band 1. Völcker, Frankfurt am Main 1888 (Digitalisat).
- Geschichte des Geschlechts von Oeynhausen. Teil 4: Stammtafeln. Rommel, Frankfurt am Main 1889 (Digitalisat).
- Mittheilungen über die Familie Grotefend. Für den Familienverband. 11 Hefte. Schwerin 1890–1909.
- Zeitrechnung des deutschen Mittelalters und der Neuzeit. 2 Bände in 3 Abteilungen, Hahnsche Buchhandlung, Hannover 1891–1898 (Digitalisate; Online-Volltext) (Neudruck Aalen 1970).
- Taschenbuch der Zeitrechnung des deutschen Mittelalters und der Neuzeit. Hahnsche Buchhandlung, Hannover 1898 (Digitalisat) (2. Auflage: 1905, 3. Auflage: 1910, 4. Auflage: 1915, 5. Auflage: 1922 (Digitalisat), 6. Auflage: 1928, 7. Auflage: 1935, 8. Auflage, besorgt von Otto Grotefend: 1941, Neudruck (deklariert als 9. Auflage) 1948, 10. Auflage: 1960, 11. Auflage: 1971, 12. Auflage: 1982, 13. Auflage: 1991, 14. Auflage: 2007).
- Die Vorfahren und Nachkommen von Johann Christian Grotefend († 1813). Für den Grotefendʼschen Familienverband zusammengestellt vom Familienarchivar. Schwerin 1901 (Digitalisat).
- Der Königsleutnant Graf Thoranc in Frankfurt a. M. Aktenstücke über die Besetzung der Stadt durch die Franzosen 1759 bis 1762. K. Th. Völcker, Frankfurt am Main 1904 (Digitalisat).
- Abriss der Chronologie des deutschen Mittelalters und der Neuzeit. B.G. Teubner, Leipzig/Berlin 1906 (2. Auflage: 1912, 3. Auflage: 1923).